# 张纯 (武始侯)
張純（前1世紀—56年），表字伯仁，京兆杜陵縣（今陕西省西安市东南）人，西漢末年东汉初期政治人物，汉武帝时御史大夫张汤七世孙，大司馬衛将軍富平侯張安世六世孫。新朝张纯失爵，东汉时期官至司空，封武始侯。

## 生平
張純之父張放被漢成帝寵愛。張純父死之后，建平元年（前6年）年幼继承列侯（富平侯）爵位，同时继承超过一万户的領地。漢哀帝、漢平帝時，張純为侍中。王莽簒汉建新朝，張純失去高位。始建国四年（12年），改为張乡侯。
汉光武帝建武初年，張純归順光武帝刘秀，刘秀復其爵土。建武五年（29年），任太中大夫，率潁川突騎安集荊州、徐州、揚州，监督物資輸送，监察諸将軍营。後率兵屯田南陽，任五官中郎将。
有关部门上奏「列侯除了宗室以外，不宜恢复以前的領地」。光武帝说「張純宿衛十数年，不宜废位。張純改封武始侯，食邑富平侯国的一半」。
張純明晓漢朝的制度故事。光武帝初期，制度部分欠缺很多，每当議論有疑议，就征求張純的意見，确定制度。光武帝尊重他，让他兼任虎賁中郎将，一日多次会面。
張純整理宗廟制度，建武十九年（43年），和太僕朱浮一起确定宗廟制度。光武帝以宣、元、成、哀、平五帝四世代今亲庙，舂陵四世立皇考庙。
翌年，張純取代朱浮任太僕。建武二十三年（47年），代杜林为大司空。張純学习曹参的故事，無為而治。部下都任用一些有名的儒者。次年，开凿陽渠，引洛水之水便利水運，百姓得利。
建武二十六年（50年），光武帝下詔定禘、祫制度，張純确定後上奏。建武二十七年（51年）五月，改大司空为司空。建武三十年（54年），張純上奏请求皇帝封禅。光武帝在建武中元元年（56年）巡狩東方，封禅泰山。張純作为御史大夫参加封禅。三月，張純病故，諡節侯。

## 家族
- 张纯 世系图

## 后事
張純臨終告诫儿子“自己没有功劳，后代不能承袭爵位”，光武帝詔命其子張奮嗣爵武始侯。
張純为人严谨，明晓漢朝的制度，有張安世的遺風。武始侯从張純之後，張奮、張甫、張吉相承而絶。自汉昭帝封张安世，经张延寿、张勃、张临、张放、張純、張奮、張甫，至张吉，传国八世，经历篡乱，二百年间未谴黜，汉朝封爵者没有比得上的。

## 延伸阅读
[在维基数据编辑]
 《後漢書·卷35》，出自范晔《後漢書》
 《東觀漢記》